# Corcoran (Califòrnia)
Corcoran és una població dels Estats Units a l'estat de Califòrnia. Segons el cens del 2010 tenia 25.692 habitants.

## Demografia
Segons el cens del 2000, Corcoran tenia 14.458 habitants, 2.769 habitatges, i 2.229 famílies. La densitat de població era de 872,2 habitants per km².
Dels 2.769 habitatges en un 49,7% hi vivien nens de menys de 18 anys, en un 54,5% hi vivien parelles casades, en un 17,9% dones solteres, i en un 19,5% no eren unitats familiars. En el 16% dels habitatges hi vivien persones soles el 6,3% de les quals corresponia a persones de 65 anys o més que vivien soles. El nombre mitjà de persones vivint en cada habitatge era de 3,44 i el nombre mitjà de persones que vivien en cada família era de 3,83.
Per edats la població es repartia de la següent manera: un 24,4% tenia menys de 18 anys, un 13% entre 18 i 24, un 42% entre 25 i 44, un 15,3% de 45 a 60 i un 5,4% 65 anys o més.
L'edat mediana era de 31 anys. Per cada 100 dones de 18 o més anys hi havia 264,9 homes.
La renda mediana per habitatge era de 30.783 $ i la renda mediana per família de 32.852 $. Els homes tenien una renda mediana de 30.787 $ mentre que les dones 21.792 $. La renda per capita de la població era de 13.458 $. Entorn del 23,4% de les famílies i el 26,9% de la població estaven per davall del llindar de pobresa.

## Poblacions properes
El següent diagrama mostra les poblacions més properes.